# بوصير رباعي الأسدية
البوصير رباعي الأسدية (باللاتينية: Verbascum tetrandrum) نوع نباتي يتبع جنس البوصير من الفصيلة الغدبية.

## الموئل والانتشار
موطنه المغرب العربي.